# آبشار خونین

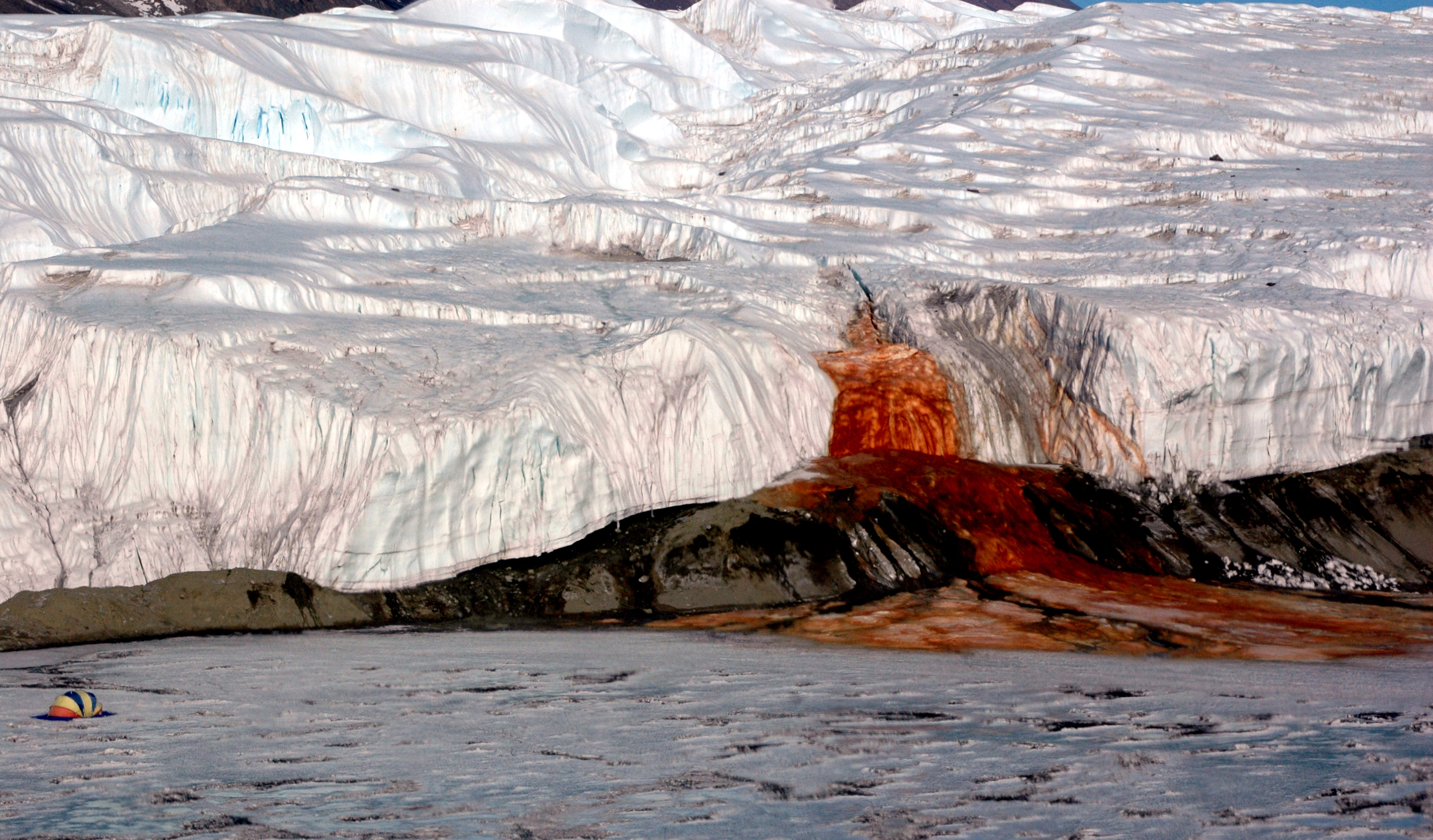
آبشار خونین، ۲۰۰۶

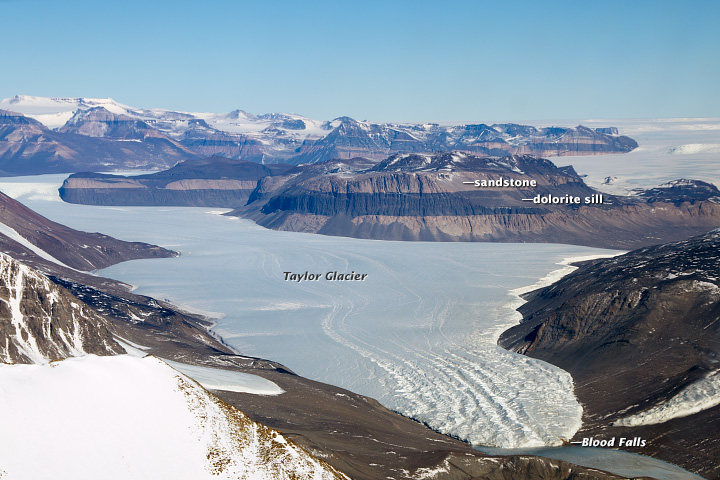
آبشار خونین، در انتهای یخچال طبیعی تیلور، ۲۰۱۳

آبشار خونین (انگلیسی: Blood Falls) جریانی از آب شور است که به رنگ قرمز از یخچال تیلور خارج شده و بر روی سطح یخ‌زده دریاچه غربی بانی در دره تیلور در منطقه مک‌مردو در سرزمین ویکتوریا در جنوبگان خاوری جاری می‌شود. این آب شور به دلیل وجود اکسید آهن (III) رنگ قرمز پیدا کرده است.
آب‌های شور و غنی از آهن به‌طور گاه‌به‌گاه از شکاف‌های کوچک در یخ‌ها بیرون می‌زنند. این آب شور از یک حوضچه زیر یخ به دست می‌آید که اندازه دقیق آن مشخص نیست و حدود ۴۰۰ متر (۱۳۰ فوت) یخ روی آن را پوشانده است. این حوضچه چندین کیلومتر دورتر از خروجی کوچک آبشار خونین قرار دارد.
رسوب قرمز رنگ در سال ۱۹۱۱ توسط زمین‌شناس استرالیایی، توماس گریفیث تیلور، که اولین بار دره‌ای که به نام او نام‌گذاری شده بود را کشف کرد، پیدا شد. در ابتدا، پیشگامان قطب جنوب این رنگ قرمز را به جلبک‌های قرمز نسبت دادند اما بعداً ثابت شد که این رنگ به دلیل اکسیدهای آهن است.

## برای مطالعهٔ بیشتر
- Lerman, Abraham (February 2009). "Saline Lakes' Response to Global Change". Aquatic Geochemistry. 15 (1–2): 1–5. Bibcode:2009AqGeo..15....1L. doi:10.1007/s10498-008-9058-8. S2CID 129653802.
- Green, William J.; Lyons, W. Berry (February 2009). "The Saline Lakes of the McMurdo Dry Valleys, Antarctica". Aquatic Geochemistry. 15 (1–2): 321–348. Bibcode:2009AqGeo..15..321G. doi:10.1007/s10498-008-9052-1. S2CID 128898063.
- Kluger, Jeffrey (April 18, 2009). "An Organism Survives Antarctica, and Maybe Mars". Time.
- Tierney, John (April 19, 2009). "The Dark Secret at Blood Falls". The New York Times.
- "Newly Discovered Iron-breathing Species Have Lived In Cold Isolation For Millions Of Years". ScienceDaily. Harvard University. April 17, 2009.
- Badgeley, Jessica A.; Pettit, Erin C.; Carr, Christina G.;  et al. (24 April 2017). "An englacial hydrologic system of brine within a cold glacier: Blood Falls, McMurdo Dry Valleys, Antarctica". Journal of Glaciology. 63 (239): 387–400. Bibcode:2017JGlac..63..387B. doi:10.1017/jog.2017.16.